# Cucumis jeffreyanus
Cucumis jeffreyanus là một loài thực vật có hoa trong họ Cucurbitaceae. Loài này được Thulin mô tả khoa học đầu tiên năm 1991.